# Nome du Trône
Pour les articles homonymes, voir Trône (homonymie).

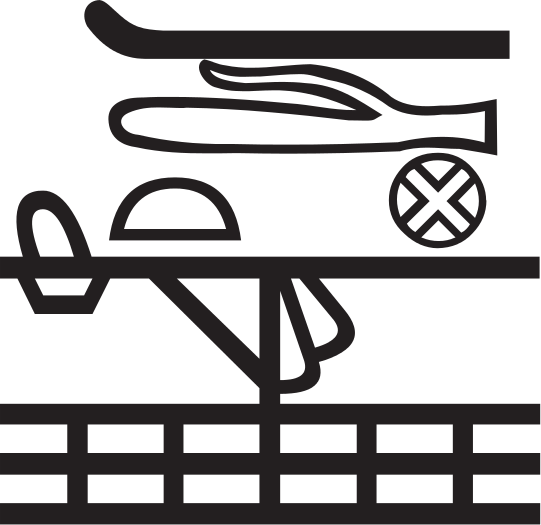
Hiéroglyphe symbole du Nome.

Le nome du Trône (bḥdt) ou nome de l'Union du Trône (smȝ-bḥdt) est l'un des 42 nomes (division administrative) de l'Égypte antique. C'est l'un des vingt nomes de la Basse-Égypte et il porte le numéro dix-sept.

## Géographie
Le nome était situé entre la mer Méditerranée au nord, le nome du Veau divin au sud, le nome du Taureau de la montagne à l'ouest, et nome de l'Ibis à l'est. Cependant, pendant la période ptolémaïque, le territoire du nome évolua, s'échangeant des territoires avec le nome du Veau divin ; le nome borda alors le nome du Veau divin à l'ouest et le nome de l'Ibis à l'est ainsi que la mer Méditerranée au nord. Sur la chapelle blanche de Sésostris Ier, la ville de Diospolis (Tell el-Balamoun) (alors faisant partie du nome du Veau divin) était considérée comme la plus septentrionale d'Égypte.

## Histoire
Si la capitale du nome, Diospolis (Tell el-Balamoun) (Behedet puis Sema-Behedet à partir de la XVIIIe dynastie), est attestée depuis l'Ancien Empire, le nome n'est attesté qu'à partir de la XVIIIe dynastie, il faisait partie auparavant du nome du Veau divin.
Dans la dernière partie de la Troisième Période intermédiaire, le nome était dominé par le « chef des Mâ » de Sebennytos (nome du Veau divin), notamment Akanosh A pendant la campagne de Piânkhy contre la coalition de Tefnakht de Saïs ; ce dirigeant local garda d'ailleurs une position neutre dans ce conflit. Akanosh A a pour un certain Youpout, qui est peut-être son fils ; ce dernier a pour successeur son fils Akanosh B ; enfin, ce dernier a pour successeur un certain Horsaïset, peut-être un fils de ce dernier. C'est Horsaïset qui gouverne la région en -671 lors des affrontements entre les Assyriens d'Assarhaddon et les Koushites de Taharqa pour le contrôle de l'Égypte.

## Divinités locales

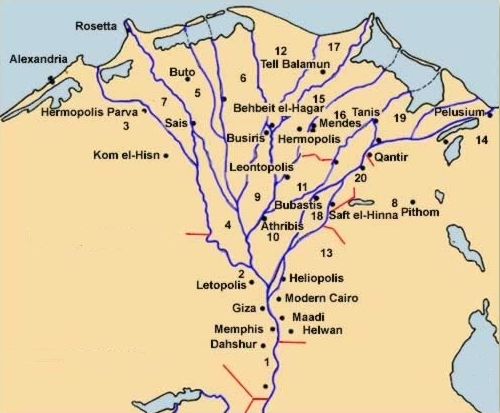
Les nomes de Basse-Égypte

Le dieu principal du nome était Horus, comme l'indique le nom égyptien de la ville principale, Behedet, identique au nom égyptien de la ville d'Edfou, grand centre du culte d'Horus ; d'ailleurs, il est possible qu'Horus de Behedet soit non pas originaire d'Edfou, mais plutôt de Tell el-Balamoun. Une autre forme d'Horus, Horakhty, était également considéré comme le dieu principal du nome dans une inscription du temple d'Edfou.
L'autre principale divinité de Diospolis (Tell el-Balamoun) était Amon-Rê, un temple lui était dédié à Diospolis (Tell el-Balamoun),. Les autres membres de la triade thébaine, Mout et Khonsou, y sont également vénérés.

## Lieux principaux
Il est à noter que les frontières du nome ont changé avec le temps, les villes citées ci-dessous ont été identifiées comme faisant partie du nome dans ses frontières ptolémaïques.
- Diospolis (Tell el-Balamoun)